# Scorpio Rising
Scorpio Rising è un film sperimentale del 1963 diretto da Kenneth Anger, con protagonista Bruce Byron (che lo stesso Anger definiva un tipo "mezzo-matto") nel ruolo di "Scorpio".
Temi trattati nella pellicola includono l'omosessualità, il satanismo e la magia nera, la cultura dei bikers, il cattolicesimo e il nazismo; il film inoltre esplora il lascito di icone ribelli dell'epoca come James Dean e Marlon Brando (secondo Anger considerati due "eroi" da Byron). Come in molti film di Anger, Scorpio Rising non contiene dialoghi bensì una massiccia presenza di musica consistente in canzoni pop anni cinquanta e sessanta, inclusi brani di Ricky Nelson, The Angels, The Crystals, Bobby Vinton, Elvis Presley e Ray Charles. Il film venne presentato in prima nell'ottobre 1963 al Gramercy Arts Theater di New York.
Quando il film venne proiettato in un cinema/galleria d'arte di Los Angeles, la polizia arrestò il direttore del locale per oltraggio al pudore (nonostante l'estetica omosessuale del film fosse in gran parte implicita e vi fosse un'unica sequenza di nudo maschile della durata di un paio di secondi) e vietò future proiezioni del film. Il caso finì davanti alla Corte suprema della California, risolvendosi in seguito a favore di Anger.
Nel 2022 è stato selezionato per la conservazione nel National Film Registry degli Stati Uniti dalla Biblioteca del Congresso come "culturalmente, storicamente o esteticamente significativo".

## Trama
Come nei precedenti lavori di Anger, la trama è composta perlopiù da una serie di scene a carattere rituale. Scorpio, ripara alcune parti della sua moto, legge fumetti dei quali vengono accentuate le connotazioni gay mentre in tv scorrono immagini del film Il selvaggio, sniffa, poi conduce la gang di cui è capo in una scorribanda vandalica che si tramuta in un'orgia (inframmezzata da immagini di Adolf Hitler e scene da un film sulla vita di Gesù). Infine, entra in una chiesa salendo sull'altare e lancia una maledizione su un accolito che muore sbandando con la moto.

## Colonna sonora
Scorpio Rising viene considerato uno dei primi film drammatici a contenere una colonna sonora composta da brani rock & roll. Un altro film di Anger che utilizza brani rock and roll (Rabbit's Moon), sebbene girato quattordici anni prima di Scorpio Rising, non uscì nei cinema fino al 1972.
1. Ricky Nelson - Fools Rush In (Where Angels Fear to Tread)
2. Little Peggy March - Wind-Up Doll
3. The Angels - My Boyfriend's Back
4. Bobby Vinton - Blue Velvet
5. Elvis Presley - (You're the) Devil in Disguise
6. Ray Charles - Hit the Road Jack
7. Martha Reeves and the Vandellas - (Love Is Like A) Heat Wave
8. The Crystals - He's a Rebel
9. Claudine Clark - Party Lights
10. Kris Jensen - Torture
11. Gene McDaniels - Point of No Return
12. Little Peggy March - I Will Follow Him
13. Surfaris - Wipe Out

## Critica
I critici della West Coast lodarono il film e quando esso venne proiettato a New York nel 1964, Scorpio Rising riscosse recensioni positive su The New Yorker, Variety e Newsweek.

## Riferimenti nella cultura di massa
- Scorpio Rising è il titolo della quinta traccia presente sull'album Vive le rock di Adam Ant. Il testo della canzone si riferisce a "Scorpio", alla sua giacca di pelle, e al suo "grosso pacco".
- Il terzo album della band britannica Death in Vegas si intitola proprio come il film.
- Il video della canzone Her Fantasy di Matthew Dear, diretto da Tommy O'Haver, è un omaggio a Scorpio Rising.